# Giornale dei Ragazzi
Il Giornale dei Ragazzi è stata una rivista quindicinale per ragazzi composta da racconti, fumetti e rubriche di vario genere.

## Storia
È nato nell'aprile 1926 per iniziativa di Cesare Ferri, un maestro elementare all'epoca popolare conduttore radiofonico, con lo pseudonimo di "Nonno Radio", del programma Giornale radiofonico del fanciullo. Caratterizzata da una ligia osservanza dei dettami morali del Fascismo, la rivista consisteva principalmente di rubriche sui più svariati argomenti, mentre introdusse i fumetti (di produzione italiana, in ossequio alle direttive del Minculpop) solo a partire dal n. 8 dell'ultimo anno di pubblicazione. Nel novembre del 1943 la rivista annunciò Vittorio Metz come nuovo direttore responsabile in sostituzione di Ferri, nonché un nuovo formato (dimensioni da rotocalco e pagine a colori) e una cadenza d'uscita settimanale, ma il restyling non prese mai forma e la rivista chiuse i battenti dopo 17 anni di pubblicazione.